# Vitreorana baliomma
Vitreorana baliomma es una especie de anfibio anuro de la familia Centrolenidae.

## Distribución geográfica
Esta especie es endémica de Brasil. Se encuentra en:
- el estado de Sergipe en el parque nacional de la Serra de Itabaiana;
- el estado de Bahía en los municipios de Itapebi e Itamaraju.[1]

## Publicación original
- Pontes, Caramaschi & Pombal, 2014: A remarkable new glass frog (Centrolenidae: Vitreorana) from the northeast Atlantic forest, Brazil. Herpetologica, vol. 70, p. 298–308.[2]